# Alagnak
La rivière Alagnak est un cours d'eau d'Alaska, aux États-Unis situé dans le borough de Lake and Peninsula. C'est un affluent de la rivière Kvichak.

## Description
Longue de 64 milles (103 km), elle prend sa source dans le lac Kukaklek et coule en direction du sud-ouest pour rejoindre la rivière Kvichak à 58 milles (93 km) au sud de Dillingham.
Son nom eskimo, qui signifie framboise, a été référencé en 1852 par le capitaine Tebenkov de la marine russe impériale.

## Sources
- (en) « Alagnak », Geographic Names Information System